# جاكي إينسلي
جاكي إينسلي (بالإنجليزية: Jacqui Ainsley)‏ هي عارضة بريطانية، ولدت في 28 نوفمبر 1981 في ساوثند أون سي في المملكة المتحدة.

## وصلات خارجية
- الموقع الرسمي
- جاكي أينسلي على موقع IMDb (الإنجليزية)
- جاكي أينسلي على موقع دليل عارضات الأزياء (الإنجليزية)